# Jared Hasselhoff
Jared Victor Hennegan, más conocido por su nombre artístico «Evil» Jared Hasselhoff (5 de agosto de 1971, Filadelfia, Pensilvania) es el bajista de la banda The Bloodhound Gang.
Asistió a la Universidad de Temple en Pensilvania, donde conoció a Jimmy Pop, futuro miembro de la banda.
En 2006, se trasladó a Kreuzberg, un barrio de Berlín, Alemania, debido al resentimiento que sentía hacia la política de George W. Bush. Aseguró que no regresaría a los Estados Unidos mientras Bush ocupara el cargo de Presidente.
En el año 2007, tocó el bajo en la canción «Totalschaden» del músico alemán Tony Damager's, artista especializado en el género crunk, apareciendo también en el videoclip acompañado de Sido en la batería y de B-Tight en la guitarra. Hasselhoff participó en el WOK WM 2010 en Oberhof, Alemania el 19 de marzo de 2010.

## Vida privada
Mantiene una relación sentimental con la actriz alemana Sina-Valeska Jung desde el año 2006. Jared se interpretó a sí mismo en dos episodios de la telenovela alemana Verbotene Liebe que se emitió el 23 y el 24 de junio de 2008 en la televisión Alemana Das Erste.
Hasselhoff sufre de trastorno obsesivo-compulsivo. Durante una de las giras de Bloodhound Gang exigió que le trajeran los Skittles (dulces similares a los M&M's) separados por color. Según el episodio de MTV Cribs en el que apareció, Hasselhoff también sufre de síndrome de intestino irritable.
En 2013, las autoridades ucranianas le prohibieron a Jared la entrada al país durante cinco años, después de que este orinara en la bandera nacional durante un concierto en Kiev el 30 de julio. El 2 de agosto, la banda tenía previsto actuar en Rusia, acudiendo al festival Kubana Rock que se celebraba en la costa del Mar Negro; sin embargo no les fue posible acudir debido a que las autoridades rusas les interrogaron y les obligaron a abandonar el país acusados de ofensa a la bandera.

## Discografía
| Año  | Título                    | Papel       | Ingresos en EE. UU. |
| ---- | ------------------------- | ----------- | ------------------- |
| 2005 | A Halfway House Christmas | Santa Claus | $12 674             |